# Terrains du temple Borobudur
Les terrains du temple Borobudur sont un terme utilisé par le Patrimoine mondial pour désigner une zone dans laquelle se trouvent trois temples bouddhistes dans le centre de Java, en Indonésie, à savoir Borobudur, Pawon et Mendut. Les axes de ces trois temples, considérés comme ayant été construits sous la dynastie des Sailendra aux VIIIe et IXe siècles, forment une seule ligne droite.

L'alignement des trois temples de Borobudur, Pawon et Mendut selon une ligne droite.

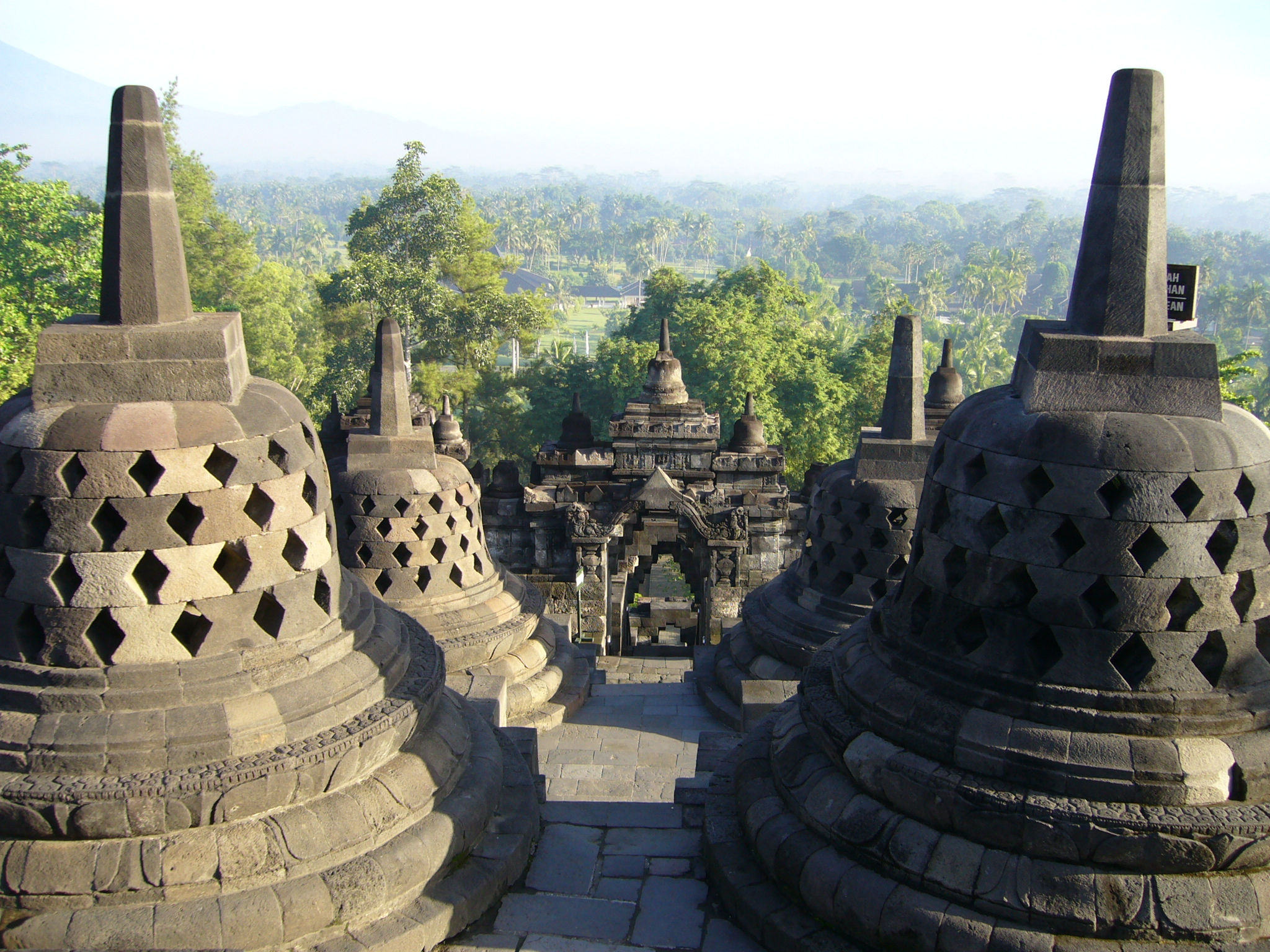
Borobudur.

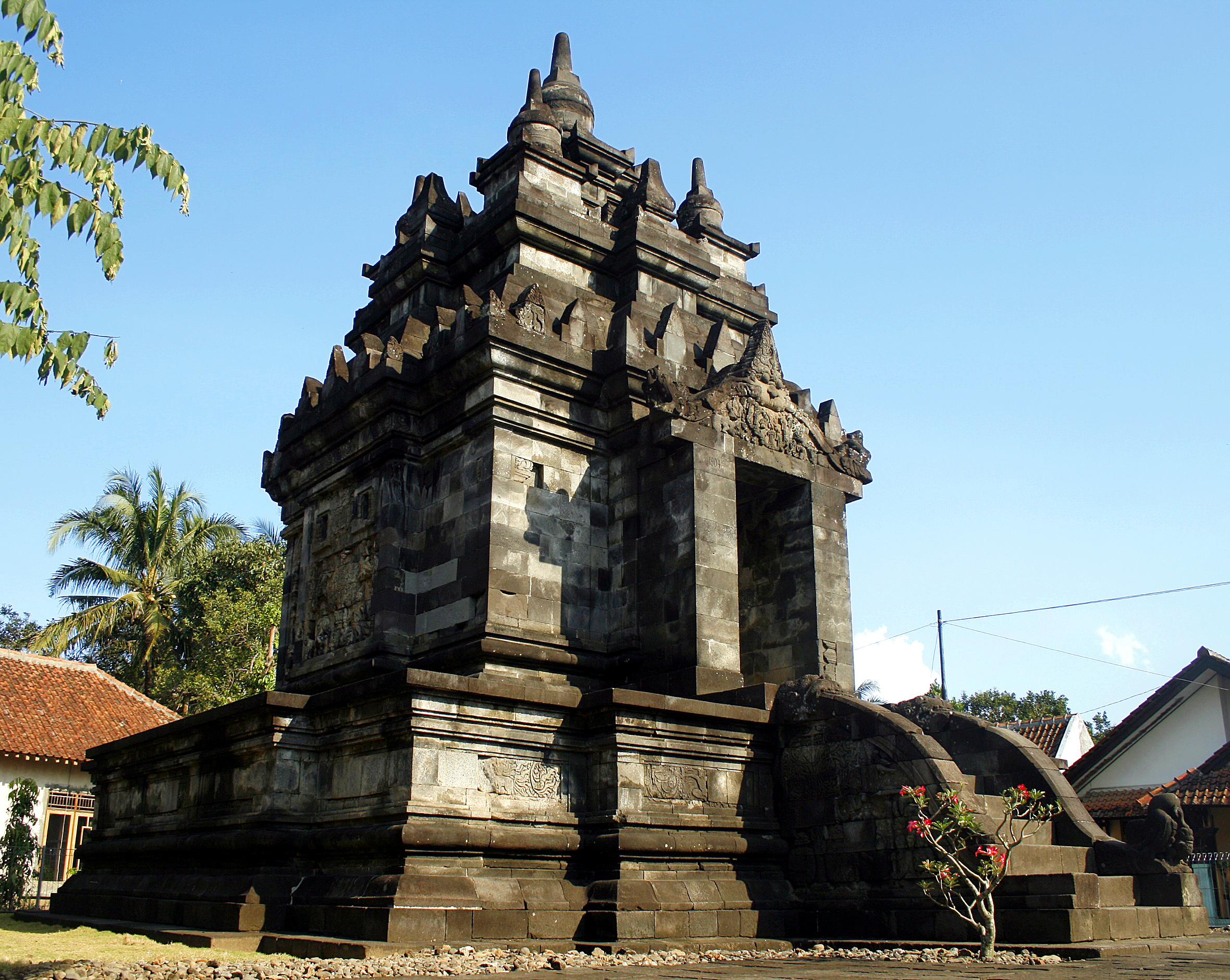
Pawon.

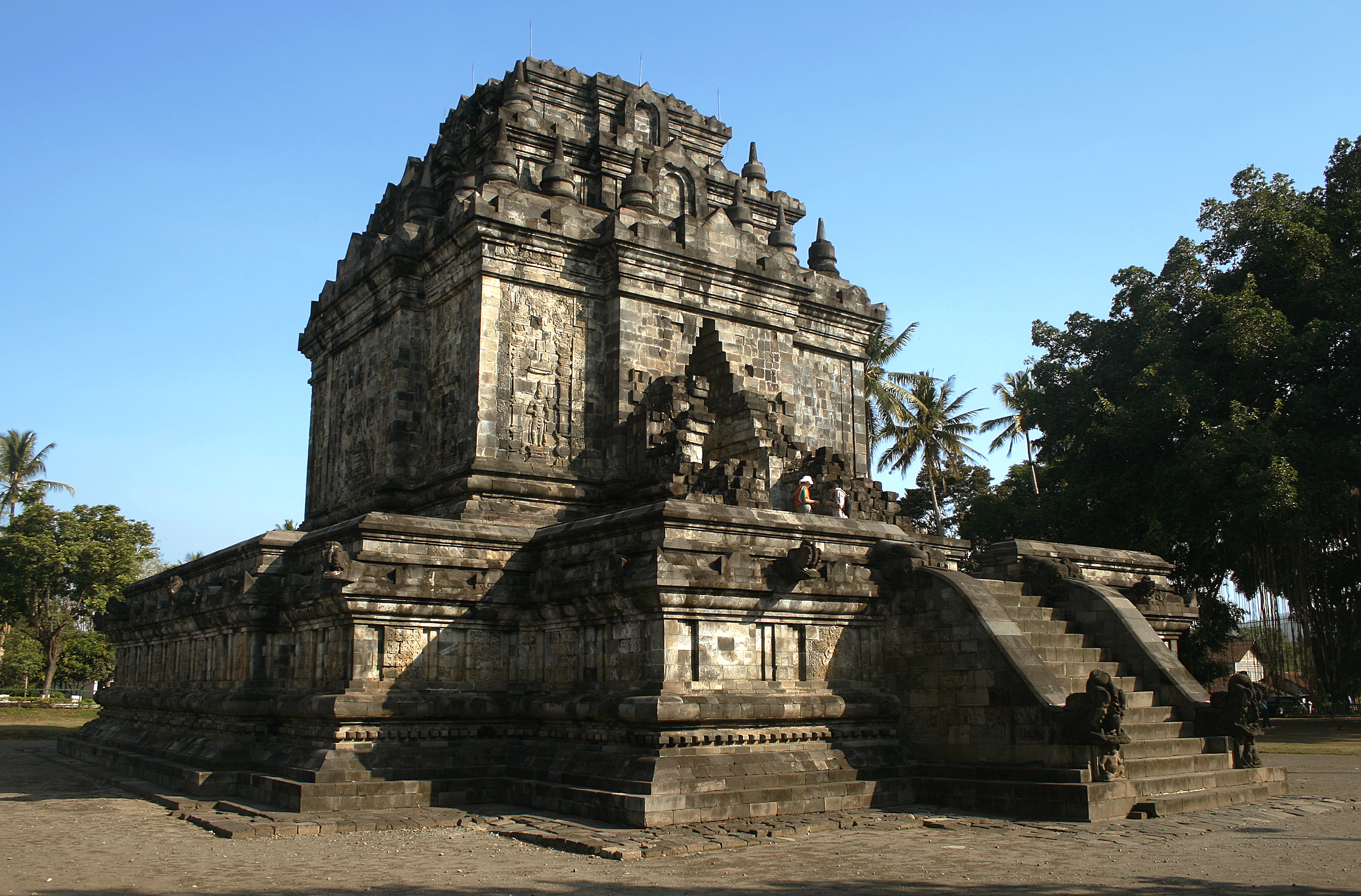
Mendut.

C'est au cours d'une restauration au début du XXe siècle qu'on a découvert que les trois temples étaient ainsi alignés. Cela aurait pu être accidentel. Mais cet alignement est en accord avec un conte local selon lequel il y a longtemps, il existait une route pavée de briques qui allait de Borobudur à Mendut et était bordée d'un mur sur chaque côté. Borobudur, Pawon et Mendut présentent une architecture similaire et des ornements appartenant à la même période, ce qui suggère qu'un rituel de la relation entre les trois temples en une unité sacrée a puavoir existé, bien que processus exact en soit encore inconnu.

## Les musées
On trouve deux musées à l'intérieur du parc de Borobudur : le musée archéologique Karmawibhangga et le musée maritime Samudra Raksa.

## Autres sites archéologiques
En dehors de ces trois temples, on trouve d'autres temples bouddhistes et hindouistes à travers la région, dont notamment :
- Banon, hindouiste, situé à plusieurs centaines de mètres au nord de Pawon. Ses ruines ne sont pas restaurables car il était construit en briques, dont beaucoup ont disparu. Néanmoins, plusieurs statues de pierre des divinités hindouistes : Vishnu, Brahma, Shiva et Ganesha, y ont été découvertes en bon état. Aujourd'hui, elles sont exposées au Musée national d'Indonésie à Jakarta.
- Gunung Wukir ou Canggal, hindouiste, daté de 732 de notre ère. Selon une inscription qu'on y a découverte, le roi Sanjaya a ordonné la construction d'un sanctuaire de Shivalinga sur la colline (gunung) de Wukir, à 10 km à l'est de Borobudur[3].
- Ngawen, bouddhiste, situé à l'est du temple de Mendut.